# FCポルト
FCポルト（葡: Futebol Clube do Porto, MHIH, OM、ポルトガル語発音: [futɨˈβɔl ˈkluβ(ɨ) ðu ˈpoɾtu]）は、ポルトガル・ポルトに本拠地を置く総合プロスポーツクラブ。一般的に、ポルトガルサッカーのトップリーグであるプリメイラ・リーガに所属するプロサッカーチームとして最も知られている。1893年9月28日に設立されたポルトは、リスボンのライバルであるベンフィカとスポルティングCPとともに、ポルトガルの「ビッグ3」（Os Três Grandes）の一つであり、1934年の設立以来、プリメイラ・リーガのすべてのシーズンに出場している。

## 概要

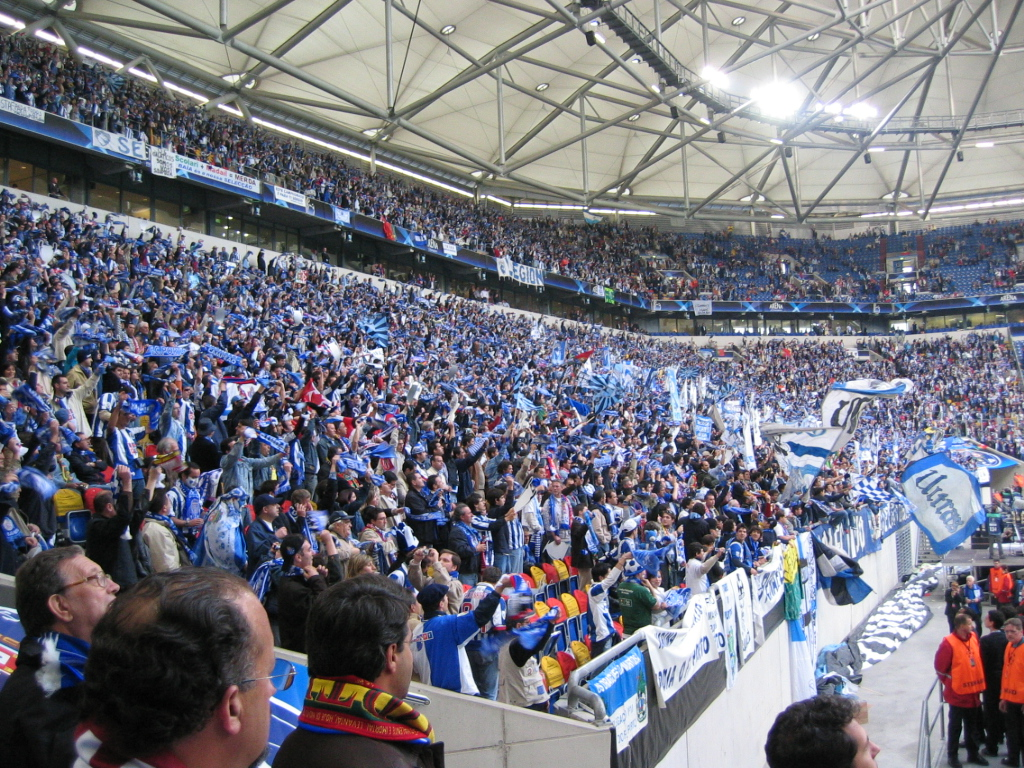
FCポルトのサポーター

UEFAチャンピオンズリーグ 2003-04 決勝 ASモナコ戦の先発メンバー

2010-11シーズンは史上初のリーグ無敗優勝、それも30試合27勝3分け、73得点16失点という成績を残し、さらにタッサ・デ・ポルトガル、後述のUEFAヨーロッパリーグも優勝し、ポルトガル史上初の3冠を達成した。直後のUEFAスーパーカップではFCバルセロナに敗れて優勝を逃した。国内リーグで1994-95シーズンから1998-99シーズンにかけて、プリメイラ・リーガ史上初、そして唯一の5連覇を達成した他、UEFAヨーロッパリーグ2回優勝 (2002-03・2010-11) 、UEFAチャンピオンズリーグ優勝 (1986-87・2003-04) を初め、2度の世界一に輝くなど国際タイトルも数多く獲得してきた。ポルトガルのサッカークラブで唯一、クラブ世界一の称号を手にしたクラブである。
ポルトガルで最も人気のあるフットボール・チームの一つである。まだ欧州で無名の若手を安く買い、育てて他のビッグクラブへ高額で売却するという方針で多額の利益を上げており、これまでリカルド・カルヴァーリョ、ブルーノ・アウヴェス、ラウール・メイレレス、ジョアン・モウティーニョ、フレディ・グアリン、ハメス・ロドリゲス、ルイス・ゴンサレス、リサンドロ・ロペス、フッキ、ラダメル・ファルカオといった選手が在籍してきた (下記参照) 。
アメリカ「フォーブス」誌が、2003-04シーズンの世界のビッグクラブの収益体制を調査した報告によると、当時のクラブ収入は1億1000ドルで欧州第12位であった。

## 歴史

### 創設期
1893年9月28日に創設された。初代会長のニコラウ・デ・アルメイダはポートワインの輸出業者で、イングランド出張の際にサッカーと出会ったことでクラブの創設を決意した。当初のクラブ名はポルトガル語のフトゥボル・クルーベ (Futebol Clube) ではなく、英語のフットボール・クラブ (Foot-ball Club) が用いられていた。1894年にリスボネンセと最初の試合を行うが、直後にクラブは休止状態に入った。原因はニコラウの妻ヒルダがサッカー嫌いだったためといわれる。1906年に新会長ジョゼ・モンテイロ・ダ・コスタによりクラブの活動が再開された。

### 欧州のトップチームへ
ポルトガルのビッグ3クラブの中では実績の面でやや遅れをとっていたが、1980年代以降は毎年のようにタイトルを獲得するようになった。
最初の欧州制覇は、アルトゥール・ジョルジェに率いられたチームが1986-87シーズンに達成した。UEFAチャンピオンズカップ決勝のバイエルン・ミュンヘン戦では、残り15分で1点のビハインドを背負っていたが、アルジェリア人ラバー・マジェールが1得点1アシストの活躍で逆転。2-1の勝利をおさめた。また、同年のトヨタカップ (後のFIFAクラブワールドカップ) の決勝では、大雪の中で南米代表CAペニャロールと戦い、またもラバー・マジェールの活躍により、延長戦の末2-1で初の世界一となった。
1994-95シーズンから1998-99シーズンにかけて、プリメイラ・リーガ史上初、そして唯一のリーグ5連覇を達成した。
2002年に監督に就任したジョゼ・モウリーニョのもと、2002-03シーズンにポルトガルのクラブとして初めてUEFAカップに優勝。2003-04シーズンのUEFAチャンピオンズリーグ決勝にてASモナコを3-0で破り、17年ぶりに欧州一の座に返り咲いた。同シーズン終了後はモウリーニョ監督や主力選手が軒並み他国クラブに移籍したが、最後の開催となった同年12月のインターコンチネンタルカップでも南米代表オンセ・カルダスをPK戦の末に降して、2度目の世界一の座に輝いた。ちなみに、それまでFCポルトの本拠地だったエスタディオ・ダス・アンタスの代わりとして、またEURO 2004開催のために2003年、現在のホームスタジアムであるエスタディオ・ド・ドラゴンが完成した。こけら落としとなった2003年11月16日のFCポルト対FCバルセロナの親善試合では、FCポルトが2-0で勝利した。
2008年5月、2003-04シーズンに自国リーグで審判の買収を行っていたことが発覚。これに対する処分として、2007-08シーズンに獲得した勝ち点から6ポイント剥奪するとともに罰金15万ユーロを科せられた (ただし、勝ち点を剥奪されてもまだリーグ優勝はFCポルトとなるほど大差をつけていた) 。さらに、欧州サッカー連盟はFCポルトの来季UEFAチャンピオンズリーグ出場権を剥奪すると発表したが、後に撤回された。処分撤回を不服とするSLベンフィカとヴィトーリアSCがスポーツ仲裁裁判所に対して訴えを起こしたが、同7月に退けられた。
2010-11シーズンはポルトガル人のアンドレ・ビラス・ボアスが監督に就任。27勝3分け、2位のベンフィカと21ポイント (7勝差) もの大差をつける圧倒的な記録を残し無敗優勝した。さらに、タッサ・デ・ポルトガル、UEFAヨーロッパリーグも制覇し、三冠を達成した。
近年は国内リーグにおける強さを維持する一方で主力選手の売却により莫大な移籍金を稼ぎ出しており、ラダメル・ファルカオのアトレティコ・マドリード移籍の際には4000万ユーロ、フッキのFCゼニト・サンクトペテルブルク移籍の際には5000万ユーロ、ハメス・ロドリゲスとジョアン・モウティーニョのASモナコ移籍の際には2人合わせて7000万ユーロの移籍金をそれぞれ獲得している。他にもジャクソン・マルティネスがアトレティコ・マドリードに4200万ユーロで、エリアカン・マンガラがマンチェスター・シティに3200万ポンドで、ダニーロがレアル・マドリードに3150万ユーロで、アレックス・サンドロがユヴェントスに2200万ユーロで、アンドレ・シルヴァがACミランに3800万ユーロで移籍している。
2013-14シーズンは、リーグ優勝をSLベンフィカに譲り、タッサ・デ・ポルトガルでも準決勝でベンフィカに敗れて敗退、UEFAチャンピオンズリーグでもグループステージでの敗退で久々の無冠に終わり、屈辱的なシーズンとなった。

## ユニフォーム
FCポルトのユニフォームは、青色と白色のストライプである。チーム・カラーの青色と白色は、クラブ設立当時のポルトガルの国旗が青と白だったことに由来する。

## ライバル
FCポルトのライバルはベンフィカとスポルティングCPである。この2チームとの対戦はクラシコと見なされている。国際的なビッグタイトルを手にしたことが無いスポルティングCPや、1963年を最後に国際タイトルを獲得していないベンフィカとは違い、ポルトはコンスタントに欧州カップ戦に出場して、21世紀に入ってからも成果を残している。

### オ・クラシコ
SLベンフィカとライバル関係にあり、両クラブの対戦はオ・クラシコと呼ばれる。初のダービーは1912年4月28日に行なわれた親善試合であり、ベンフィカが8-2で勝利した。ベンフィカは1960-61及び1961-62シーズンにUEFAチャンピオンズカップで優勝しており、長らく同大会で優勝したことのあるポルトガル唯一のクラブだったが、1986-87シーズンにポルトが優勝。さらに、ベンフィカのチャンピオンズリーグ優勝がもはや昔の話になった頃、ポルトは2003-04シーズンにも同大会で優勝し、ベンフィカに優勝回数で並んだ。また、ポルトは欧州カップ戦 (UEFAチャンピオンズリーグ、UEFAヨーロッパリーグ、UEFAスーパーカップ等) で7個のトロフィーを獲得しており、ベンフィカの3個を大きく上回っている。また、リーグの優勝回数も通算ではポルトが27回でベンフィカが34回だが、1990年以降 (2015年現在) はポルトが17回に対してベンフィカが6回と、ポルトが大きく引き離している。ポルトは1960年代から1970年代にかけて約20年間リーグ優勝から見放されたが、1977-78シーズンに5回目のリーグ優勝を飾ると、1980年代後半以降はベンフィカを上回るペースで優勝回数を増やし、1990年代にはリーグ記録の5連覇を果たした。ポルトの急成長は、1974年に起こったカーネーション革命によってリスボンの一極支配体制が崩れたこととも無関係ではない。四半世紀で優勝回数を10回以上も差を詰めたポルトの躍進とともにライバル意識がどんどん高まり、ダービーは白熱度を増した。

## タイトル

### 国内タイトル
- プリメイラ・リーガ：30回
  - 1934-35, 1938-39, 1939-40, 1955-56, 1958-59, 1977-78, 1978-79, 1984-85, 1985-86, 1987-88, 1989-90, 1991-92, 1992-93, 1994-95, 1995-96, 1996-97, 1997-98, 1998-99, 2002-03, 2003-04, 2005-06, 2006-07, 2007-08, 2008-09, 2010-11, 2011-12, 2012-13, 2017-18, 2019-20, 2021-22
- ポルトガル・カップ：19回
  - 1955-56, 1957-58, 1967-68, 1976-77, 1983-84, 1987-88, 1990-91, 1993-94, 1997-98, 1999-2000, 2000-01, 2002-03, 2005-06, 2008-09, 2009-10, 2010-11, 2019-20, 2021-22, 2022-23, 2023-24
- タッサ・ダ・リーガ：1回
  - 2022-23
- スーパーカップ：23回
  - 1981, 1983, 1984, 1986, 1990, 1991, 1993, 1994, 1996, 1998, 1999, 2001, 2003, 2004, 2006, 2009, 2010, 2011, 2012, 2013, 2018, 2020, 2022

- ポルトガル選手権(旧カップ戦):4回
  - 1921-22, 1924-25, 1931-32, 1936-37

### 国際タイトル
- トヨタカップ：2回
  - 1987, 2004
- UEFAチャンピオンズリーグ：2回
  - 1986-87, 2003-04
- UEFAヨーロッパリーグ：2回
  - 2002-03[19], 2010-11
- UEFAスーパーカップ：1回
  - 1987

## 過去の成績
| シーズン | ディビジョン             | ディビジョン | ディビジョン | ディビジョン | ディビジョン | ディビジョン | ディビジョン | ディビジョン | ディビジョン | カップ       | リーグカップ | 欧州カップ                                   | 欧州カップ                       | その他                                                       | その他         | 最多得点者                                | 最多得点者 |
| シーズン | リーグ                   | 順位         | 試           | 勝           | 分           | 敗           | 得           | 失           | 点           | カップ       | リーグカップ | 欧州カップ                                   | 欧州カップ                       | その他                                                       | その他         | 選手                                      | 得点数     |
| -------- | ------------------------ | ------------ | ------------ | ------------ | ------------ | ------------ | ------------ | ------------ | ------------ | ------------ | ------------ | -------------------------------------------- | -------------------------------- | ------------------------------------------------------------ | -------------- | ----------------------------------------- | ---------- |
| 1988-89  | プリメイラ・ディヴィゾン | 2位          | 38           | 21           | 14           | 3            | 52           | 17           | 56           | ベスト16     |              | UEFAチャンピオンズカップ                     | 2回戦敗退                        | スーペルタッサ                                               | 準優勝         | ルイ・アグアス                            | 13         |
| 1989-90  | プリメイラ・ディヴィゾン | 1位          | 34           | 27           | 5            | 2            | 72           | 16           | 59           | ベスト16     |              | UEFAカップ                                   | 3回戦敗退                        | —                                                            | —              | ルイ・アグアス                            | 17         |
| 1990-91  | プリメイラ・ディヴィゾン | 2位          | 38           | 31           | 5            | 2            | 77           | 22           | 67           | 優勝         |              | UEFAチャンピオンズカップ                     | 準々決勝敗退                     | スーペルタッサ                                               | 優勝           | ドミンゴス・パシエンシア                  | 24         |
| 1991-92  | プリメイラ・ディヴィゾン | 1位          | 34           | 24           | 8            | 2            | 58           | 11           | 56           | 準優勝       |              | UEFAカップウィナーズカップ                   | 2回戦敗退                        | スーペルタッサ                                               | 優勝           | イオン・ティモフテ エミル・コスタディノフ | 9          |
| 1992-93  | プリメイラ・ディヴィゾン | 1位          | 34           | 24           | 6            | 4            | 59           | 17           | 54           | ベスト16     |              | UEFAチャンピオンズリーグ                     | グループステージ敗退             | スーペルタッサ                                               | 準優勝         | イオン・ティモフテ                        | 11         |
| 1993-94  | プリメイラ・ディヴィゾン | 2位          | 34           | 21           | 10           | 3            | 56           | 15           | 52           | 優勝         |              | UEFAチャンピオンズリーグ                     | 準決勝敗退                       | スーペルタッサ                                               | 優勝           | エミル・コスタディノフ                    | 16         |
| 1994-95  | プリメイラ・ディヴィゾン | 1位          | 34           | 29           | 4            | 1            | 73           | 15           | 62           | 準決勝敗退   |              | UEFAカップウィナーズカップ                   | 準々決勝敗退                     | スーペルタッサ                                               | 優勝           | ドミンゴス・パシエンシア                  | 19         |
| 1995-96  | プリメイラ・ディヴィゾン | 1位          | 34           | 26           | 6            | 2            | 84           | 20           | 84           | 準決勝敗退   |              | UEFAチャンピオンズリーグ                     | グループステージ敗退             | スーペルタッサ                                               | 準優勝         | ドミンゴス・パシエンシア                  | 25         |
| 1996-97  | プリメイラ・ディヴィゾン | 1位          | 34           | 27           | 4            | 3            | 80           | 24           | 85           | 準決勝敗退   |              | UEFAチャンピオンズリーグ                     | 準々決勝敗退                     | スーペルタッサ                                               | 優勝           | マリオ・ジャルデウ                        | 30         |
| 1997-98  | プリメイラ・ディヴィゾン | 1位          | 34           | 24           | 5            | 5            | 75           | 38           | 77           | 優勝         |              | UEFAチャンピオンズリーグ                     | グループステージ敗退             | スーペルタッサ                                               | 準優勝         | マリオ・ジャルデウ                        | 26         |
| 1998-99  | プリメイラ・ディヴィゾン | 1位          | 34           | 24           | 7            | 3            | 85           | 26           | 79           | ベスト32     |              | UEFAチャンピオンズリーグ                     | グループステージ敗退             | スーペルタッサ                                               | 優勝           | マリオ・ジャルデウ                        | 36         |
| 1999-00  | プリメイラ・リーガ       | 2位          | 34           | 22           | 7            | 5            | 66           | 26           | 73           | 優勝         |              | UEFAチャンピオンズリーグ                     | 準々決勝敗退                     | スーペルタッサ                                               | 優勝           | マリオ・ジャルデウ                        | 38         |
| 2000-01  | プリメイラ・リーガ       | 2位          | 34           | 24           | 4            | 6            | 73           | 27           | 76           | 優勝         |              | UEFAチャンピオンズリーグUEFAカップ           | 予選3回戦敗退準々決勝敗退        | スーペルタッサ                                               | 準優勝         | ペーナ                                    | 22         |
| 2001-02  | プリメイラ・リーガ       | 3位          | 34           | 21           | 5            | 8            | 66           | 34           | 68           | 準々決勝敗退 |              | UEFAチャンピオンズリーグ                     | 2次グループステージ敗退          | スーペルタッサ                                               | 優勝           | デコ                                      | 13         |
| 2002-03  | プリメイラ・リーガ       | 1位          | 34           | 27           | 5            | 2            | 73           | 26           | 86           | 優勝         |              | UEFAカップ                                   | 優勝                             | —                                                            | —              | エルデル・ポスティガ                      | 13         |
| 2003-04  | プリメイラ・リーガ       | 1位          | 34           | 25           | 7            | 5            | 63           | 19           | 82           | 準優勝       |              | UEFAチャンピオンズリーグ                     | 優勝                             | スーペルタッサUEFAスーパーカップ                             | 優勝準優勝     | ベニー・マッカーシー                      | 20         |
| 2004-05  | プリメイラ・リーガ       | 2位          | 34           | 17           | 11           | 6            | 39           | 26           | 62           | ベスト64     |              | UEFAチャンピオンズリーグ                     | ベスト16                         | スーペルタッサUEFAスーパーカップインターコンチネンタルカップ | 優勝準優勝優勝 | ベニー・マッカーシー                      | 11         |
| 2005-06  | プリメイラ・リーガ       | 1位          | 34           | 24           | 7            | 3            | 54           | 16           | 79           | 優勝         |              | UEFAチャンピオンズリーグ                     | グループステージ敗退             | —                                                            | —              | ルチョ・ゴンサレス                        | 10         |
| 2006-07  | プリメイラ・リーガ       | 1位          | 30           | 22           | 3            | 5            | 65           | 20           | 69           | ベスト64     |              | UEFAチャンピオンズリーグ                     | ベスト16                         | スーペルタッサ                                               | 優勝           | アドリアーノ                              | 11         |
| 2007-08  | プリメイラ・リーガ       | 1位          | 30           | 24           | 3            | 3            | 60           | 13           | 69           | 準優勝       | 3回戦敗退    | UEFAチャンピオンズリーグ                     | ベスト16                         | スーペルタッサ                                               | 準優勝         | リサンドロ・ロペス                        | 24         |
| 2008-09  | プリメイラ・リーガ       | 1位          | 30           | 21           | 7            | 2            | 61           | 18           | 70           | 優勝         | 準決勝敗退   | UEFAチャンピオンズリーグ                     | 準々決勝敗退                     | スーペルタッサ                                               | 準優勝         | リサンドロ・ロペス エルネスト・ファリアス | 10         |
| 2009-10  | プリメイラ・リーガ       | 3位          | 30           | 21           | 5            | 4            | 70           | 26           | 68           | 優勝         | 準優勝       | UEFAチャンピオンズリーグ                     | ベスト16                         | スーペルタッサ                                               | 優勝           | ラダメル・ファルカオ                      | 25         |
| 2010-11  | プリメイラ・リーガ       | 1位          | 30           | 27           | 3            | 0            | 73           | 16           | 84           | 優勝         | 3回戦敗退    | UEFAヨーロッパリーグ                         | 優勝                             | スーペルタッサ                                               | 優勝           | フッキ                                    | 23         |
| 2011-12  | プリメイラ・リーガ       | 1位          | 30           | 23           | 6            | 1            | 69           | 19           | 75           | ベスト32     | 準決勝敗退   | UEFAチャンピオンズリーグUEFAヨーロッパリーグ | グループステージ敗退ベスト32     | スーペルタッサUEFAスーパーカップ                             | 優勝準優勝     | フッキ                                    | 16         |
| 2012-13  | プリメイラ・リーガ       | 1位          | 30           | 24           | 6            | 0            | 70           | 14           | 78           | ベスト16     | 準優勝       | UEFAチャンピオンズリーグ                     | ベスト16                         | スーペルタッサ                                               | 優勝           | ジャクソン・マルティネス                  | 26         |
| 2013-14  | プリメイラ・リーガ       | 3位          | 30           | 19           | 4            | 7            | 57           | 25           | 61           | 準決勝敗退   | 準決勝敗退   | UEFAチャンピオンズリーグUEFAヨーロッパリーグ | グループステージ敗退準々決勝敗退 | スーペルタッサ                                               | 優勝           | ジャクソン・マルティネス                  | 20         |
| 2014-15  | プリメイラ・リーガ       | 2位          | 34           | 25           | 7            | 2            | 74           | 13           | 82           | 3回戦敗退    | 準決勝敗退   | UEFAチャンピオンズリーグ                     | 準々決勝敗退                     | —                                                            | —              | ジャクソン・マルティネス                  | 21         |
| 2015-16  | プリメイラ・リーガ       | 3位          | 34           | 23           | 4            | 7            | 67           | 30           | 73           | 準優勝       | 3回戦敗退    | UEFAチャンピオンズリーグUEFAヨーロッパリーグ | グループステージ敗退ベスト32     | —                                                            | —              | ヴァンサン・アブバカル                    | 13         |
| 2016-17  | プリメイラ・リーガ       | 2位          | 34           | 22           | 10           | 2            | 71           | 19           | 76           | ベスト32     | 3回戦敗退    | UEFAチャンピオンズリーグ                     | ベスト16                         | —                                                            | —              | アンドレ・シルヴァ                        | 16         |
| 2017-18  | プリメイラ・リーガ       | 1位          | 34           | 28           | 4            | 2            | 82           | 18           | 88           | 準決勝敗退   | 準決勝敗退   | UEFAチャンピオンズリーグ                     | ベスト16                         | —                                                            | —              | ムサ・マレガ                              | 22         |
| 2018-19  | プリメイラ・リーガ       | 2位          | 34           | 27           | 4            | 3            | 74           | 20           | 85           | 準優勝       | 準優勝       | UEFAチャンピオンズリーグ                     | 準々決勝敗退                     | スーペルタッサ                                               | 優勝           | フランシスコ・ソアレス                    | 15         |
| 2019-20  | プリメイラ・リーガ       | 1位          | 34           | 26           | 4            | 4            | 74           | 22           | 82           | 優勝         | 準優勝       | UEFAチャンピオンズリーグUEFAヨーロッパリーグ | プレーオフ敗退ベスト32           | —                                                            | —              | フランシスコ・ソアレス                    | 19         |
| 2020-21  | プリメイラ・リーガ       | 2位          | 34           | 24           | 8            | 2            | 74           | 29           | 80           | 準決勝敗退   | 準決勝敗退   | UEFAチャンピオンズリーグ                     | 準々決勝敗退                     | スーペルタッサ                                               | 優勝           | メフディ・タレミ                          | 25         |
| 2021-22  | プリメイラ・リーガ       | 1位          | 34           | 29           | 4            | 1            | 86           | 22           | 91           | 優勝         | 3回戦敗退    | UEFAチャンピオンズリーグUEFAヨーロッパリーグ | グループステージ敗退ベスト16     | —                                                            | —              | メフディ・タレミ                          | 26         |
| 2022-23  | プリメイラ・リーガ       | 2位          | 34           | 27           | 4            | 3            | 73           | 22           | 85           | 優勝         | 優勝         | UEFAチャンピオンズリーグ                     | ベスト16                         | スーペルタッサ                                               | 優勝           | メフディ・タレミ                          | 31         |
| 2023-24  | プリメイラ・リーガ       | 3位          | 34           | 22           | 6            | 6            | 63           | 27           | 72           | 優勝         | 3回戦敗退    | UEFAチャンピオンズリーグ                     | ベスト16                         | スーペルタッサ                                               | 準優勝         | エヴァニウソン                            | 25         |
| 2024-25  | プリメイラ・リーガ       | 3位          |              |              |              |              |              |              |              | 4回戦敗退    | 準決勝敗退   |                                              |                                  |                                                              |                |                                           |            |

## 現所属メンバー
2025年3月10日現在
注：選手の国籍表記はFIFAの定めた代表資格ルールに基づく。
| No. | Pos. |              | 選手名                      |
| --- | ---- | ------------ | --------------------------- |
| 3   | DF   | ポルトガル   | チアゴ・ジャロ ()           |
| 4   | DF   | ブラジル     | オタヴィオ ★                |
| 5   | DF   | スペイン     | イバン・マルカノ            |
| 6   | MF   | カナダ       | ステファン・ユースタキオ () |
| 7   | FW   | ブラジル     | ウィリアム・ゴメス ★        |
| 8   | MF   | セルビア     | マルコ・グルイッチ          |
| 9   | FW   | スペイン     | サム・アゲオワ ()           |
| 10  | MF   | ポルトガル   | ファビオ・ヴィエイラ        |
| 11  | FW   | ブラジル     | ペペー ()                   |
| 12  | DF   | ナイジェリア | ザイドゥ・サヌジ ★          |
| 14  | GK   | ポルトガル   | クラウディオ・ラモス        |
| 15  | MF   | ポルトガル   | ヴァスコ・ソウザ            |
| 19  | FW   | イングランド | ダニー・ナマソ ()★          |

| No. | Pos. |              | 選手名                     |
| --- | ---- | ------------ | -------------------------- |
| 20  | MF   | ポルトガル   | アンドレ・フランコ         |
| 22  | MF   | アルゼンチン | アラン・バレラ ★           |
| 23  | DF   | ポルトガル   | ジョアン・マリオ           |
| 24  | DF   | アルゼンチン | ネウエン・ペレス           |
| 25  | MF   | アルゼンチン | トマス・ペレス             |
| 27  | FW   | トルコ       | デニス・ギュル ()          |
| 52  | DF   | ポルトガル   | マルティム・フェルナンデス |
| 70  | FW   | ポルトガル   | ゴンサロ・ボルジェス       |
| 74  | DF   | ポルトガル   | フランシスコ・モウラ       |
| 86  | FW   | ポルトガル   | ロドリゴ・モラ             |
| 94  | GK   | ブラジル     | サムエウ・ポルトゥガウ ★   |
| 97  | DF   | ポルトガル   | ゼ・ペドロ                 |
| 99  | GK   | ポルトガル   | ディオゴ・コスタ ()        |

※括弧内の国旗はその他の保有国籍を、星印はEU圏外選手を示す。

### ローン移籍
in
注：選手の国籍表記はFIFAの定めた代表資格ルールに基づく。
| No. | Pos. |            | 選手名                            |
| --- | ---- | ---------- | --------------------------------- |
| 3   | DF   | ポルトガル | チアゴ・ジャロ (ユヴェントス) ()  |
| 10  | MF   | ポルトガル | ファビオ・ヴィエイラ (アーセナル) |

| No. | Pos. |              | 選手名                                    |
| --- | ---- | ------------ | ----------------------------------------- |
| 24  | DF   | アルゼンチン | ネウエン・ペレス (ウディネーゼ・カルチョ) |

out
注：選手の国籍表記はFIFAの定めた代表資格ルールに基づく。
| No. | Pos. |            | 選手名                                    |
| --- | ---- | ---------- | ----------------------------------------- |
| --  | MF   | ポルトガル | フランシスコ・コンセイソン (ユヴェントス) |
| --  | DF   | ポルトガル | ファビオ・カルドーゾ (アル・アイン)       |
| --  | FW   | スペイン   | フラン・ナバーロ (ブラガ)                 |

| No. | Pos. |            | 選手名                          |
| --- | ---- | ---------- | ------------------------------- |
| --  | MF   | ポルトガル | ロマーリオ・バロ (バーゼル) ()  |
| --  | FW   | スペイン   | イバン・ハイメ (バレンシア)     |
| --  | FW   | ブラジル   | ガブリエウ・ヴェロン (サントス) |

### スタッフ
| 役職                 | 氏名                   |
| -------------------- | ---------------------- |
| 監督                 | マルティン・アンセルミ |
| アシスタントコーチ   | ルイス・パストゥール   |
| アシスタントコーチ   | ファクンド・オレハ     |
| フィットネス・コーチ | ディエゴ・ボッタイオリ |
| GKコーチ             | ディオゴ・アルメイダ   |
| GKコーチ             | ディエゴ・エレーラ     |

## 歴代監督
- ルイス・パサリン 1951-1952
- フェルディナンド・ダウチーク 1959-1960
- ジョゼ・マリア・ペドロト 1966-1969, 1976-1980, 1982-1984
- アルトゥール・ジョルジェ 1984-1987, 1989-1991
- トミスラフ・イヴィッチ 1987-1988, 1993-1994
- ボビー・ロブソン 1994-1996
- フェルナンド・サントス 1998-2001
- ジョゼ・モウリーニョ 2002-2004
- ルイジ・デルネーリ 2004
- ビクトル・フェルナンデス 2004.8-2005.1
- ジョセ・コウセイロ 2005.1-2005.5
- コー・アドリアーンセ 2005.5-2006.8

- ジェスアルド・フェレイラ 2006-2010
- アンドレ・ビラス・ボアス 2010-2011
- ビトール・ペレイラ 2011-2013
- パウロ・フォンセカ 2013-2014
- ルイス・カストロ 2014
- フレン・ロペテギ 2014-2016
- ルイ・バロス 2016
- ジョゼ・ペセイロ 2016
- ヌーノ・エスピーリト・サント 2016-2017
- セルジオ・コンセイソン 2017-2024
- ヴィトール・ブルーノ 2024-2025
- マルティン・アンセルミ（英語版）

## 歴代所属選手

### GK
- ユゼフ・ムイナルチク
- ビトール・バイーア
- パウロ・サントス
- イビツァ・クラリ
- エンリケ・イラーリオ
- ベト
- アンドレス・フェルナンデス
- エウトン
- イケル・カシージャス

### DF
- ブランコ
- フェルナンド・コウト
- カルロス・セクレタリオ
- ジョルジュ・コスタ
- ルイ・ジョルジ
- ウーゴ・イバーラ
- アルジェウ
- ヌーノ・ヴァレンテ
- ペドロ・エマヌエル
- ジョルジュ・アンドラーデ
- リカルド・カルバーリョ
- ヌーノ・ヴァレンテ
- ペドロ・エマヌエル
- パウロ・フェレイラ
- リカルド・コスタ
- ゲオルギオス・セイタリディス
- ジョゼ・ボシングワ
- マレク・チェフ
- ブルーノ・アルヴェス
- ペペ

- チアゴ・シウバ
- アルバロ・ペレイラ
- ロランド・フォンセカ
- クリスティアン・ロドリゲス
- ヴィエイリーニャ
- パウロ・マシャド
- ミゲル・ロペス
- ニコラス・オタメンディ
- エリアカン・マンガラ
- ホルヘ・フシーレ
- ダニーロ
- マイコン
- ディエゴ・レジェス
- アレックス・サンドロ
- ブルーノ・マルティンス・インディ
- ホセ・アンヘル
- マクシ・ペレイラ
- イバン・マルカノ
- アレックス・テレス

### MF
- テオフィロ・クビジャス
- ラッセル・ラタピー
- ルイ・バロス
- ドミトリー・アレニチェフ
- セルジオ・コンセイソン
- コスチーニャ
- カルロス・パレデス
- デコ
- マニシェ
- ペドロ・メンデス
- パウロ・アスンソン
- ウーゴ・レアル
- ルイス・ゴンサレス
- マリアーノ・ゴンサレス
- マラト・イズマイロフ
- ラウル・メイレレス
- フェルナンド・ベルスキ
- カルロス・アルベルト
- マリオ・ボラッティ
- ジエゴ

- フレディ・グアリン
- ルベン・ミカエル
- ジョアン・モウティーニョ
- フェルナンド
- アンデルソン
- スティーヴン・ドフール
- ハメス・ロドリゲス
- クリスティアン・アツ
- ジョズエ・ペスケイラ
- カゼミーロ
- フアン・フェルナンド・キンテロ
- ホセ・カンパーニャ
- エクトル・エレーラ
- ジョアン・テイシェイラ
- アンドレ・アンドレ
- ダニーロ・ペレイラ
- オリベル・トーレス
- 中島翔哉

### FW
- フェルナンド・ゴメス
- ラバー・マジェール
- バウタザール
- ルイ・アグアス
- パウロ・フットレ
- エミル・コスタディノフ
- フアン・アントニオ・ピッツィ
- ドミンゴス・パシエンシア
- ズラトコ・ザホヴィッチ
- マリオ・ジャルデウ
- ドゥッダ
- エドガラス・ヤンカウスカス
- イバン・カビエデス
- ベニー・マッカーシー
- リエジソン・ダ・シウバ
- フェヘール・ミクローシュ
- エルネスト・ファリアス
- ルイス・ファビアーノ

- エルデル・ポスティガ
- リサンドロ・ロペス
- マルク・ヤンコ
- パブロ・オスヴァルド
- ラダメル・ファルカオ
- フッキ
- ブルーノ・ガマ
- リカルド・クアレスマ
- ジャクソン・マルティネス
- クリスティアン・テージョ
- ヴァンサン・アブバカル
- アルベルト・ブエノ
- シルヴェストレ・ヴァレラ
- ヤシン・ブラヒミ
- アドリアン・ロペス
- ヘスス・コロナ
- ディオゴ・ジョッタ

## その他のスポーツ
サッカーの他に体操、バスケットボール、ビリヤード、ボクシング、キャンプ、チェス、釣り、ハンドボール、空手、モータースポーツ、ローラーホッケー、障害者スポーツ、水泳、重量挙げの各部門を持つ。
ローラーホッケーにおいては、国内はもとより欧州チャンピオンズカップ優勝2回 (1985-86、1989-90) の強豪である。